# Belita Palma
Isabel Salomé Benedito de Palma, mais conhecida como Belita Palma (Luanda, 15 de outubro de 1932 — 1988), foi uma cantora angolana, considerada um marco na cultura popular angolana. Com Lourdes Van-Dúnem, é normalmente vista como precursora na arte anticolonialista angolana, em especial na sua participação no N'gola Ritmos, do qual foi vocalista.
Belita Palma nasceu em Luanda a 15 de outubro de 1932, a filha de Rosa da Silva Guimarães Palma e Domingos Benedito Palma. Teve nove irmãos. O seu pai era músico e convivia com importantes músicos de Luanda, em especial Liceu Vieira Dias. Nesse contexto, Belita Palma e a sua irmã, Rosita Palma, iniciaram a compor e cantar, iniciando a produção de clássicos da música popular angolana, como “Nguxi”, “Apolo 12”, “Manazinha” e “Susana”.
A sua voz foi considerada "emblemática", o que, após a sua participação no N'gola Ritmos, a leva a lançar uma carreira como solista. Por sua importância musical foi reconhecida postumamente pela Rádio Nacional de Angola (RNA), em 2007. Também foi homenageada em 2009 durante o Prémio Nacional de Cultura e Artes.